# Jessica Tapia
Jessica Vanessa Tapia Guiulfo (Lima, 25 de mayo de 1972) es una presentadora de televisión, periodista, exmodelo y ex reina de belleza peruana.

## Biografía
La periodista es hija del administrador Evans Tapia Bellido y Sonia Guiulfo Herrera. Jessica Vanessa Tapia Guiulfo estudió en el Colegio Parroquial San Francisco de Borja. Sus estudios superiores los realizó en la Universidad de Lima, donde obtuvo el grado de bachiller en Ciencias de la Comunicación en 1996. Su especialidad es el periodismo. Más adelante, llevaría cursos en la maestría de Comunicaciones de esa misma casa de estudios.

### Certámenes de belleza
En 1991, inició su participación en concursos de belleza en Lima y luego decide hacer lo mismo en el extranjero, en donde siempre quedó entre los primeros lugares:
- En 1992, quedó cuarta finalista en el Miss Perú-USA en la ciudad de Miami, EE. UU.
- En 1993, quedó segunda finalista en el Miss América Latina en Guatemala.
- En 1994, fue coronada como Miss Asia Pacífico en Filipinas. Primer triunfo de una latinoamericana en dicho certamen y el primer triunfo de una belleza peruana en un concurso international luego de varias décadas.
- En 1998, quedó primera finalista en el Miss Intercontinental en Alemania.

### Periodismo televisivo
Se inició como presentadora en TV Perú (televisión nacional).
En 1995, ingresó a Latina Televisión, donde fue reportera del programa de investigación Contrapunto y el noticiero 90 segundos, duró hasta enero de 1997.
En 1997, ingresó a Panamericana Televisión, donde condujo el programa matutino Buenos días, Perú, fue reportera del noticiero 24 horas y también presentó el programa matinal Contracto femenino, junto a Regina Alcóver, duró hasta diciembre de 1998.
En junio de 2000, ingresó a América Televisión, donde condujo los tres programas periodísticos: Primer impacto: Edición nacional, el bloque de novelas de Primera edición y el noticiero América noticias, donde llegó a obtener el más alto nivel de sintonía, duró hasta mayo de 2002.
En septiembre de 2002, ingresó a Red Global, donde condujo el noticiero Noticias en Red.
En marzo de 2003, luego de su salida del noticiero, regresa a Panamericana Televisión, donde condujo los tres programas periodísticos: 24 horas, el programa dominical Panorama y su noticiero matutino, Buenos días, Perú, el de mayor trayectoria de la televisión peruana. En el caso de Panorama, se hizo más conocida por recibir acusaciones de entrevistar favorablemente al presidente Alejandro Toledo. Su participación generó críticas de la presentadora Magaly Medina, quien señaló la falta de denuncias porque la mayor parte del espacio se dedicaba a la farándula, y también las del productor Efraín Aguilar «porque le fue bien hablando de farándula». Se retiró del canal en julio de 2009.
En marzo de 2011, condujo A primera hora, el noticiero de las mañanas realizado por Frecuencia Latina. Permaneció solo hasta noviembre de ese año.
A finales de 2011, regresó a América Televisión y Canal N, donde condujo los dos programas periodísticos A las once y Primero a las 8. Dejó ambos espacios el 28 de junio de 2013 para irse a vivir a Estados Unidos.
Su última incursión televisiva fue de enero de 2014 a diciembre de 2016, cuando Jessica Tapia se integró la plantilla de reporteros de la cadena Univision Chicago.

### Otras actividades
Tapia ha conducido tres programas de radio, incluida Radio San Borja. Dos de ellos han sido de corte político. Además, ejerció como docente en la Universidad de San Martín de Porres, de 2002 a 2006, y luego dio cátedra en la Universidad Tecnológica del Perú, de junio de 2009 a junio de 2013.[cita requerida]

## Vida personal
En mayo de 2013, contrajo matrimonio con el ciudadano norteamericano Steven E. Dykeman y, solo un mes después, abandonó su natal Lima para irse a radicar a Chicago, EE. UU, donde vive hasta la actualidad alejada de la televisión.
Tiene tres hijas: 
- Lima Marie Dykeman (Chicago, 30 de diciembre de 2016)
- Ava Rose Dykeman (Chicago, 21 de diciembre de 2017)
- Briana Hope Dykeman (Chicago, 21 de diciembre de 2017)

## Créditos
| Año                              | Título                            | Rol                      | Canal                        |
| -------------------------------- | --------------------------------- | ------------------------ | ---------------------------- |
| 1992                             | Es estreno                        | Reportera                | RTP                          |
| 1995                             | Contrapunto                       | Reportera                | Latina Televisión            |
| 1996                             | 90 segundos                       | Reportera                | Latina Televisión            |
| 1997-1998                        | Buenos días, Perú                 | Presentadora de noticias | Panamericana Televisión      |
| 1997-1998                        | 24 horas                          | Reportera                | Panamericana Televisión      |
| 1997-1998                        | Tele San Juan                     | Presentadora             | Panamericana Televisión      |
| 1997-1998                        | Contacto femenino                 | Presentadora             | Panamericana Televisión      |
| 1998-2000                        | De película                       | Reportera                |                              |
| junio-julio de 2000              | Primer impacto: Edición nacional  | Presentadora             | América Televisión Univision |
| octubre de 2000-febrero de 2001  | América noticias: Primera edición | Presentadora             | América Televisión           |
| febrero de 2001-mayo de 2002     | América noticias: Edición central | Presentadora de noticias | América Televisión           |
| septiembre de 2002-marzo de 2003 | Noticias en Red                   | Presentadora de noticias | Global Televisión            |
| marzo de 2003-julio de 2006      | 24 horas                          | Presentadora de noticias | Panamericana Televisión      |
| marzo de 2003-julio de 2009      | Panorama                          | Presentadora             | Panamericana Televisión      |
| abril de 2007-enero de 2008      | Buenos días, Perú                 | Presentadora de noticias | Panamericana Televisión      |
| marzo-noviembre de 2011          | A primera hora                    | Presentadora de noticias | Frecuencia Latina            |
| 2011-2013                        | A las once                        | Presentadora             | América Televisión Canal N   |
| 2011-2013                        | Primero a las 8                   | Presentadora             | América Televisión Canal N   |
| 2014-2016                        | Programas de Univision            | Reportera                | Univision                    |